# Харьковская операция (1941)
Харьковская операция 1941 года или Сумско-Харьковская оборонительная операция (В англоязычных источниках Первая битва за Харьков) — сражение начального периода Великой Отечественной войны между Красной армией и вермахтом за контроль над Харьковским промышленным районом. В результате боёв с 1 по 29 октября 1941 года немецким войскам удалось захватить Харьков.

## Военно-стратегическая ситуация
В результате разгрома основных сил Юго-Западного фронта в Киевском котле войска группы армий «Юг» к 20 сентября 1941 года вышли на рубеж Ворожба — Гадяч — Полтава — Красноград. В полосе советской обороны образовался разрыв шириной до ста километров, остатки войск Юго-Западного фронта стремились воссоздать новую линию фронта и закрыть образовавшуюся брешь. Войска группы армий «Юг» владели инициативой и опережали советские войска в быстроте принятия решений, согласованности действий и манёвренности. Поскольку немецкое командование согласно директиве Верховного главнокомандования вермахта (OKW) № 35 стремилось высвободить свои танковые и моторизованные соединения для наступления на московском направлении, продвижение немецких войск на этом участке замедлилось.
Кроме того, из состава группы армий «Юг» в пользу группы армий «Центр», осуществлявшей наступление на Москву, было передано значительное количество артиллерийских и инженерных частей РГК.
Ценой огромных усилий и больших потерь советскому командованию удалось восстановить прорванный фронт. Из остатков войск прежнего Юго-Западного фронта, резервов Ставки ВГК и сил, переброшенных с Южного фронта, был создан новый Юго-Западный фронт, который возглавил Маршал Советского Союза С. К. Тимошенко.

## Значение Харькова и Харьковского промышленного района
В конце XIX века город Харьков превратился в крупный индустриальный центр Российской империи. С развитием железнодорожного транспорта он также стал крупнейшим транспортным транзитным узлом. В период с 1917 по 1934 годы Харьков являлся столицей УССР, что обусловило дальнейший рост города.
В годы первых пятилеток, в период индустриализации в городе и области было запущено несколько крупнейших промышленных предприятий всесоюзного значения. В результате к маю 1941 года Харьков был первым по величине городом Украины с населением 901 тысяча человек (в Киеве в то же время проживало 846 тысяч жителей) и третьим в СССР, с развитой индустриальной, военно-промышленной и транспортной инфраструктурой. Будучи крупнейшим транспортным узлом Восточной Европы, город обладал высокой концентрацией населения и мощным мобилизационным ресурсом.

### Харьков осенью 1941 года
В городе находился штаб Харьковского военного округа. Осенью 1941 года в состав этого округа входили Харьковская, Сталинская, Ворошиловградская и Сумская области, в которых до войны проживало около 30 % населения УССР. С июня по ноябрь 1941 года на территории округа в действующую армию было мобилизовано более 900 000 человек, из них около 300 000 — в период сентября—ноября.
На территории округа действовали Интендантская академия РККА и ряд военных училищ: бронетанковое, пехотные (Харьковское и Ахтырское), медицинское, связи, военно-политическое, артиллерийские (Харьковское и Сумское), военно-инженерное, автомобильное, авиационное, училище войск НКВД.
В Харьковском промышленном районе осенью 1941 года было сосредоточено несколько стратегически важных предприятий:
- ХПЗ им Коминтерна — крупнейший в СССР завод по производству танков (около 80 % выпускаемых в стране танков Т-34)[11], кроме того единственное в стране предприятие по производству дизельных двигателей для танков и артиллерийских тягачей. Завод также выпускал паровозы и артиллерийские тягачи «Коминтерн» и «Ворошиловец»[12].
- Харьковский авиазавод — ведущее предприятие по производству бомбардировщика Су-2[13].
- Харьковский тракторный завод — крупнейшее в СССР предприятие по производству гусеничных и колёсных тракторов. С началом войны использовался как танкоремонтное предприятие, также велись работы по подготовке к производству лёгких танков Т-60.
- Харьковский комбинат НКВД — созданное на базе Детской коммуны им. Ф. Э. Дзержинского предприятие специализировалось на выпуске оптических прицелов для снайперских винтовок и авиационной оптики. Каждый третий выпускаемый в 1941 году снайперский прицел был произведён на харьковском комбинате[14].

С началом войны на выпуск военной продукции были переориентированы все предприятия харьковской промышленности, как крупные (Харьковский турбинный завод, ХЭМЗ, «Серп и Молот» и другие), так и небольшие. Ассортимент продукции включал миномёты 82 мм и 120 мм, пистолеты-пулемёты ППШ, боеприпасы всех видов и различное военное снаряжение.
К началу войны в Харькове было сконцентрировано 70 научно-исследовательских институтов, конструкторских бюро и лабораторий различного профиля. Конструкторское бюро ХПЗ им. Коминтерна являлось ведущим в области танкостроения, институт «Гипросталь» был генеральным проектировщиком 45 металлургических заводов, Украинским физико-техническим институтом велись исследования в области ядерной физики. В 1940 году специалистами института подана заявка на изобретение атомной бомбы, а также методов обогащения урана.
Осенью 1941 года Харьков являлся крупнейшим стратегическим узлом железных, автомобильных дорог и воздушных путей сообщения. Этот транспортный узел контролировал не только направления запад-восток и север-юг Украины, но и направления на юго-восток—северо-восток всей европейской части СССР южнее Москвы. Через Харьков проходила железнодорожная магистраль, связывавшая центральные районы СССР с Крымом, Кавказом, Приднепровьем и Донбассом.
Аэродромная сеть состояла из стационарных и полевых аэродромов. Самым крупным был аэродром гражданского флота, с бетонными взлётно-посадочными полосами, позволявшими посадку самолётов любых типов в любую погоду. Автодорожная сеть была развита, но преобладали грунтовые дороги. Единственное шоссе государственного значения Москва — Курск — Харьков было по сути рокадным (проходящим параллельно линии фронта) и обеспечивало войскам возможность манёвра вдоль фронта. По своей значимости харьковский транспортный узел был равен московскому.
После потери Киева в Харьков также были эвакуированы высшие партийные и государственные органы УССР.

### Харьков и Харьковский промышленный район в планах немецкого командования
Особое значение Харьковскому промышленному району придавало высшее руководство нацистской Германии. В августе — сентябре 1941 года А. Гитлер несколько раз подчёркивал важность промышленного потенциала Харькова:
«… На втором месте по важности для противника стоит юг России, в частности Донецкий бассейн, начиная от района Харькова. Там расположена вся база русской экономики. Овладение этим районом неизбежно привело бы к краху всей экономики русских…» (А. Гитлер на совещании высшего военного командования 4 августа 1941 года).
«… Потеря таких промышленных центров, как Санкт-Петербург и Харьков, была бы равносильно капитуляции…» (А. Гитлер, Главная ставка фюрера «Wolfsschanze», 9 сентября 1941 года).
Начиная с конца июля 1941 года Харьков и станции Харьковского железнодорожного узла подвергались массированным авианалётам люфтваффе. При этом основными целями выступали железнодорожные и военные объекты, жилые районы города и склады готовой продукции важнейших предприятий. Сами заводы ударам практически не подвергались — немцы явно стремились сохранить производственную базу Харьковского промышленного района с целью её дальнейшего использования.
Большое значение также придавалось Харькову как транспортному узлу, контролировавшему стратегическое направление Москва-Кавказ. Обладание этим узлом давало возможность не только блокировать кратчайший путь подвоза кавказской нефти, но и позволяло использовать его для подготовки наступления к нефтеносным районам Кавказа. Кроме того, близость к богатым сельскохозяйственным районам Украины делала Харьков центром сосредоточения продовольственных ресурсов при планировавшейся отправке продовольствия в Германию.

## Планы сторон

### Планы командования группы армий «Юг»
Согласно директиве ОКВ № 34 основной удар немецкие войска группы армий «Юг» наносили с целью овладения Крымом, промышленными и угольными районами Харькова и Донбасса и для блокирования подвоза нефти с Кавказа.
Главные силы 1-й танковой и 11-й армий вермахта проводили перегруппировку для наступления в полосе Южного фронта, для этого же выделялись и основные соединения 17-й армии. Планом предусматривалось нанесение сходящихся ударов из районов Краснограда и Перекопского перешейка с целью окружения и разгрома советских войск в районе Мелитополя и дальнейшим захватом Крыма и Донбасса.
Для наступления на сумско-харьковском направлении предназначалась 6-я армия генерала-фельдмаршала Вальтера фон Рейхенау, основные соединения которой были на подходе после ликвидации котлов окружения под Киевом. Поддержку 6-й армии должны были оказывать части сил 17-й армии. Нанося фронтальные удары, немецкие войска стремились овладеть Харьковом, третьим по величине индустриальным центром СССР. Кроме того, своим наступлением эта армия должна была обеспечить фланги наступавших в разных направлениях групп армий «Центр» и «Юг».

### Планы командования Юго-Западного фронта
Командование фронта планировало свои действия исходя из директивы Ставки Верховного главнокомандования № 002374 о переходе войск Юго-Западного фронта к обороне с целью предотвращения захвата противником Харьковского промышленного района и Донбасса.
В соответствии с этим двумя армиями (21-й и 38-й) прикрывалось харьковское направление, а 40-й армией — сумское. 6-й советской армии было поручено ликвидировать «красноградский выступ» противника, 38-й армии, самой крупной по составу и численности из войск фронта, также ставилась задача непосредственной обороны Харькова.
Прогнозируя действия противника на Левобережной Украине, Ставка, Генеральный штаб и командование фронта считали, что главный удар будет нанесён на Харьков из районов Полтавы и Краснограда. Соответственно, в этих районах проводились оборонительные работы и сосредотачивались немногочисленные резервы.
В самом городе силами гарнизона и привлечённых местных жителей были подготовлены оборонительные позиции, позволявшие вести круговую оборону.
С 16 сентября 1941 года согласно утверждённому ГКО СССР плану началась эвакуация предприятий и населения Харькова и Харьковской области. С конца сентября в городе проводились полномасштабные спецмероприятия по разрушению и минированию стратегически важных объектов и коммуникаций.

## Эвакуация и создание харьковского узла заграждений
16 сентября 1941 года, на следующий день после окружения войск Юго-Западного фронта в районе Киева, Государственный комитет обороны СССР постановлениями 681 «Об эвакуации предприятий Харькова и Харьковской области» и № 685 «Об эвакуации женщин и детей из Харькова» утвердил график и план эвакуации предприятий и населения Харькова и Харьковской области. 30 сентября 1941 года решением Харьковского обкома начата эвакуация поголовья скота, сельхозтехники и собранного урожая. На переброску промышленности, сельского хозяйства и населения отводилось чуть меньше месяца.
Первой была начата эвакуация крупнейших стратегических предприятий: паровозостроительного, тракторного и авиационного заводов. ХПЗ перебрасывался в Нижний Тагил, на площадку Уралвагонзавода, Моторный завод № 75 в Челябинск, где на базе тракторного завода был создан «Танкоград», ХТЗ перебрасывался в Сталинград, а ХАЗ — в Пермь. Для ускорения темпов эвакуации заводов были задействованы городские трамваи: их линии были заведены на территорию предприятий, благодаря чему демонтированное оборудование перевозилось сразу к железнодорожным составам. В октябре была начата эвакуация и других предприятий. К 20 октября 1941 года эвакуация промышленных объектов была практически завершена — из Харькова в тыл было отправлено 320 эшелонов с оборудованием 70 крупных заводов, был полностью вывезен подвижной состав Южной железной дороги.
Эвакуация сельского хозяйства области также была проведена успешно: за пределы области выведено более 95 % механизированного парка, до 90 % поголовья крупного рогатого скота и лошадей. Все находившиеся в пределах области предприятия пищевой промышленности (сахарные, мясоперерабатывающие, спиртовые, мукомольные и хлебные заводы) были выведены из строя. Тем не менее в полях остался неубранным урожай свёклы, картофеля и часть оскирдованного урожая зерновых.
Наиболее остро стояла проблема эвакуации населения. Отправка людей проводилась централизованно по заявкам предприятий и организаций через эвакуационные отделы городских и партийных органов управления Харькова. В первую очередь эвакуировались партийные и управленческие кадры, специалисты, квалифицированные рабочие, научные и медицинские работники, а также члены их семей. В число не получивших разрешение на эвакуацию попало множество рабочих и служащих, учителей, работников культуры.
Эвакуация еврейской части населения централизованно не проводилась, что дало возможность ряду исследователей обвинять советскую администрацию в попустительстве трагедии Дробицкого Яра
Тем не менее к моменту оккупации Харьков покинуло более 90 % евреев.
Фактически была сорвана реализация постановления ГКО об эвакуации женщин и детей из Харькова. На момент оккупации города женщины, старики и дети составляли 78 % населения, причём женщины — более 60 %.
Всего к 20 октября 1941 года из Харькова было эвакуировано 56 санитарных поездов и 225 эшелонов с людьми. Небольшому числу жителей удалось покинуть Харьков вместе с отступавшими советскими войсками попутным автомобильным и гужевым транспортом.
В конце сентября 1941 года в ГКО СССР было принято решение о проведении в случае отступления в Харькове и области целого ряда спецмероприятий по выведению из строя промышленных и пищевых предприятий, железнодорожных узлов и узлов связи, мостов, путей сообщения, электростанций и прочих важнейших объектов городского хозяйства путём подрыва, поджога и минирования. Кроме Харькова подобные меры за весь период Великой Отечественной войны применялись лишь к Москве, Ленинграду и Киеву.
27 сентября 1941 года данная задача была поставлена Генеральным штабом перед полковником инженерных войск И. Г. Стариновым. Для её выполнения Стариновым была сформирована оперативно-инженерная группа, а по прибытии в Харьков на него было возложено руководство всеми минно-взрывными работами в полосе Юго-Западного фронта, включая создание Харьковского узла заграждений и минирование оборонительных рубежей. В подчинение полковника поступили пять батальонов инженерных войск, подразделения трёх железнодорожных бригад, пять отдельных огнемётных рот. Штабом фронта было выделено более 110 тонн взрывчатки, а также более 30 000 противотанковых и противопехотных мин. Кроме того, предполагалось использовать радиоуправлемые мины и мины с взрывателями замедленного действия. Для этого на предприятиях Харькова было организовано производство корпусов объектных и противотранспортных мин (изготовлено 6000 штук), мин-ловушек (2000 штук) и вспомогательного оборудования. Контроль за операцией осуществлял член Военного Совета Юго-Западного фронта, Первый секретарь ЦК КП(б) Украины Н. С. Хрущёв.
В районе Харькова было установлено свыше 30 000 противотанковых и противопехотных мин, около 2000 мин замедленного действия, около 1000 мин-ловушек и свыше 5000 ложных мин. Минирование проводилось на мостах, автомобильных дорогах и железнодорожных перегонах на следующих направлениях: Красноград — Харьков, Полтава — Харьков, Богодухов — Харьков, Харьков — Белгород, Сумы — Белгород. Были заминированы ангары, аэродромные сооружения и взлётно-посадочные полосы всех прилегающих к городу аэродромов. Непосредственно в городе были заминированы, а впоследствии уничтожены, центральная телефонная станция, электростанции, водопроводные и канализационные сети, городская система центрального отопления, путевое и диспетчерское хозяйство станций Харьковского железнодорожного узла.
Были разрушены цеха и помещения всех крупных предприятий города, не демонтированное оборудование было испорчено либо заминировано. С использованием радиоуправляемых мин были также заминированы Холодногорский и Усовский путепроводы, железнодорожный мост, несколько особняков в центре Харькова (как места предполагаемой дислокации немецких штабов), а в самом городе установлено свыше 350 мин замедленного действия и мин-ловушек.
В результате эвакуации и проводимых мероприятий Харьков был лишён стратегического значения как крупнейший промышленный и транспортный центр, и подготовлен к сдаче противнику с разрушенной производственной, городской и транспортной инфраструктурой. По подсчётам специалистов министерства оккупированных восточных территорий, проведённым после захвата города, только промышленности Харькова был нанесён ущерб на сумму свыше 30 миллионов советских рублей.

## Силы и состав сторон
В разделе приведена расстановка сил немецких и советских войск, участвовавших в боевых действиях на харьковско-сумском направлении с 1 октября по 30 октября 1941 года
:

### Германия
Группа армий «Юг» (генерал-фельдмаршал Г. фон Рундштедт):
- 6-я армия (генерал-фельдмаршал В. фон Рейхенау)
- 29-й армейский корпус (генерал пехоты Г. фон Обстфельдер):
  - 299-я пехотная дивизия;
  - 75-я пехотная дивизия;
  - 168-я пехотная дивизия;
- 51-й армейский корпус (генерал пехоты Г. Рейнхард):
  - 79-я пехотная дивизия;
  - 44-я пехотная дивизия;
- 17-й армейский корпус (генерал пехоты В. Киниц):
  - 294-я пехотная дивизия;
  - 239-я пехотная дивизия;
  - 101-я лёгкая пехотная дивизия;
- 55-й армейский корпус (генерал пехоты Э. Фиров):
  - 57-я пехотная дивизия;
  - 100-я лёгкая пехотная дивизия;
- 17-я армия (генерал-полковник К. фон Штюльпнагель)
- 11-й армейский корпус (генерал пехоты О. Ойген)
  - 297-я пехотная дивизия;
  - 68-я пехотная дивизия;
  - 125-я пехотная дивизия;
- 4-й армейский корпус (генерал пехоты В. фон Шведлер):
  - 94-я пехотная дивизия;
  - 97-я лёгкая пехотная дивизия;
  - 76-я пехотная дивизия;
- 52-й армейский корпус (генерал пехоты К. фон Бризен):
  - 9-я пехотная дивизия;
  - 298-я пехотная дивизия;
- «Подвижной корпус»[англ.] (Gyorshadtest) (генерал-майор Б. Миклош фон Дальноки):
  - 1-я механизированная бригада;
  - 2-я механизированная бригада;
- 44-й армейский корпус (генерал пехоты Ф. Кох):
  - 257-я пехотная дивизия;
  - 295-я пехотная дивизия;

Всего: 20 дивизий, 2 бригады.

### СССР
Юго-Западный фронт (Маршал Советского Союза С. К. Тимошенко):
- 40-я армия (генерал-лейтенант К. П. Подлас)
  - Отдельный сводный отряд особого назначения генерал-майора Чеснова А. С.;
  - 3-й воздушно-десантный корпус;
  - 293-я стрелковая дивизия (полковник П. Ф. Лагутин);
  - 227-я стрелковая дивизия (полковник Г. А. Тер-Гаспарян);
  - 1-я гвардейская мотострелковая дивизия (полковник А. И. Лизюков)
- 21-я армия (генерал-полковник Я. Т. Черевиченко, с 5 октября — генерал-майор В. Н. Гордов)
  - Конно-механизированная группа (генерал-майор П. А. Белов):
    - 5-я кавалерийская дивизия,
    - 9-я кавалерийская дивизия,
    - 1-я гвардейская стрелковая дивизия (гв. генерал-майор И. Н. Руссиянов),
    - 1-я отдельная танковая бригада (полковник А. М. Хасин)
    - 129-я танковая бригада (полковник И. Г. Копылов);

  - 295-я стрелковая дивизия (полковник А. П. Дорофеев);
- 38-я армия (генерал-майор В. В. Цыганов)
  - 47-я горнострелковая дивизия;
  - 76-я горнострелковая дивизия;
  - 169-я стрелковая дивизия (полковник С. М. Рогачевский);
  - 199-я стрелковая дивизия (комбриг Д. В. Аверин);
  - 300-я стрелковая дивизия (полковник П. И. Кузнецов, с 5 октября полковник С. П. Меркулов);
  - 304-я стрелковая дивизия (генерал-майор Н. П. Пухов);
  - 7-я танковая бригада (полковник И. А. Юрченко);
  - 10-я танковая бригада (подполковник В. А. Бунтман-Дорошкевич);
  - 14-я танковая бригада (полковник С. И. Семенников);
  - 132-я танковая бригада (полковник Г. И. Кузьмин);
  - Гарнизон города Харькова:
    - 216-я стрелковая дивизия (полковник Д. Ф. Макшанов),
    - 57-я бригада войск НКВД по охране особо важных предприятий промышленности,
    - Харьковский полк народного ополчения,
    - Отдельный бронетанковый (противотанковый) отряд
- 6-я армия (генерал-майор Р. Я. Малиновский)
  - 270-я стрелковая дивизия (полковник З. Ю. Кутлин);
  - 275-я стрелковая дивизия (генерал-майор М. И. Дратвин);
  - 255-я стрелковая дивизия (полковник И. Т. Замерцев);
  - 26-я кавалерийская дивизия;
  - 28-я кавалерийская дивизия;
  - 12-я танковая бригада (полковник В. М. Баданов);
  - 13-я танковая бригада (майор А. И. Казаков, с 17 октября подполковник А. Г. Земляной)

Всего: 19 дивизий, 8 танковых бригад, 4 стрелковые бригады.

## Боевые действия

### Боевые действия 1—15 октября 1941 года
Харьков был отрезан от прямого сообщения с армиями РККА в центре советско-германского фронта и от Москвы ночью с 30 сентября на 1 октября 1941 года. Вермахт перерезал железную дорогу и шоссе Москва-Симферополь в районе между Орлом и Курском около Курска. Последней «проскочившей» к Харькову автоколонной была колонна полковника Старинова, направлявшаяся минировать Харьков. С 1 по 25 октября Харьков сообщался с центральными районами страны кружным путём через Воронеж-Купянск.
В конце сентября 1941 года в соответствии с директивой штаба Юго-Западного фронта армии фронта, кроме соединений 6-й армии, обустраивали оборонительные рубежи. 6-я армия генерал-майора Р. Я. Малиновского проводила в это время активные наступательные действия в районе Краснограда с целью освобождения города и отсечения вклинившейся группировки противника. Ожесточённые бои в данном районе продолжались до 5 октября 1941 года, но, несмотря на все усилия советских войск, части 52-го и 44-го армейских корпусов вермахта смогли удержать свои позиции.
На остальных участках фронта также велись активные боевые действия местного значения. На полтавском направлении в тяжёлом положении оказалась 76-я горнострелковая дивизия 38-й армии, продолжавшая удерживать позиции в районе Чутово и оказавшаяся в полуокружении.
Исходя из оценки сложившейся ситуации маршал С. К. Тимошенко, являвшийся координатором действий Юго-Западного и Южного фронтов, сосредоточился на усилении обороны на красноградском и полтавском направлениях. 6-я армия получила значительные подкрепления за счёт Южного фронта, где были ослаблены другие участки обороны.
27 — 30 сентября 1941 года немецкие войска, находящиеся на территории Украины, перешли в новое наступление, проводя согласованные по срокам операции на участках Брянского и Южного фронтов. 1-я танковая группа генерал-полковника Э. фон Клейста прорвала оборону ослабленного Южного фронта в районе Днепропетровска и вышла на оперативный простор. В результате ряд частей и соединений 9-й и 18-й армий Южного фронта оказались в окружении.
Одновременно 2-я танковая группа генерал-полковника Г. Гудериана, прорвав оборону на стыке Брянского и Юго-Западного фронтов, начала наступление в орловском направлении. Три армии Брянского фронта были окружены, а 3 октября 1941 года немецкие танки ворвались в Орёл, перерезав стратегическую магистраль Харьков—Москва и создав непосредственную угрозу столице СССР.
В результате немецкого наступления войска Юго-Западного фронта оказались охвачены с обоих флангов: противник глубоко вклинился в оборону соседних фронтов, причём глубина охвата составляла 60—200 километров, а связь со смежными соединениями была потеряна. В этих условиях 6 октября 1941 года командование Юго-Западного фронта приняло решение об отводе правофланговых армий (40-й и 21-й) на 45—50 километров на рубеж Сумы — Ахтырка — Котельва с целью прикрытия Белгорода и северных подступов к Харькову.
Отход советских войск проходил при энергичном преследовании противником, который наносил удары в стык отступающим соединениям, создавая угрозу их окружения. В результате 29-й армейский корпус вермахта с ходу ворвался в Сумы, а 51-й захватил Ахтырку. Намеченный рубеж отхода был занят противником, что вынудило советские войска отступать дальше на восток. Воспользовавшись этим, 17-й армейский корпус 6-й немецкой армии ударил в стык 21-й и 38-й армии и, нанеся большие потери, прорвал оборону. Правый фланг 38-й армии был расстроен, противником был захвачен Богодухов и создана непосредственная угроза Харькову с севера.
Резко обострилась ситуация и на южном участке Юго-Западного фронта: 7 октября 1941 года, прорвав оборону на стыке 38-й и 6-й советских армий, перешли в наступление главные силы 17-й армии вермахта. Немецкими войсками были захвачены важнейшие железнодорожные узлы Лозовая и Близнюки, перерезано сообщение по линии Харьков—Ростов и взяты под контроль переправы на Северском Донце. 6-я армия, потеряв связь с соседними армиями, оказалась под угрозой окружения. На данный участок были направлены три дивизии 10-й резервной армии, формируемой в Донбассе, а соединениям 6-й армии была поставлена задача отойти на восток на 40-50 километров. Преследуя отступавшие советские войска, 11-й армейский корпус вермахта наступал вдоль магистрали Красноград—Харьков, осуществляя охват города с юга.
К 15 октября 1941 года войска Юго-Западного фронта удерживали оборону по линии Краснополье — Богодухов — Валки — Донец. Большинство стрелковых дивизий Юго-Западного фронта по численности соответствовали полкам, а поступавшее пополнение без всякой подготовки, сразу «с колёс» вводилось в бой по частям, что приводило к большим потерям.
Устойчивость обороны создавалась за счёт танковых бригад, которые, выступая в качестве подвижного резерва, перебрасывались на наиболее угрожаемые участки. Данная тактика позволяла избегать глубоких прорывов обороны противником, но достигалась за счёт больших потерь и износа личного состава и боевой техники. В середине октября две танковые бригады из состава фронта пришлось перебросить в расположение соседнего Южного фронта, где сложилось критическое положение.
Немецкие войска прочно владели инициативой и, умело маневрируя, сосредотачивали превосходящие силы с целью прорыва советской обороны на стыках соединений. В результате к 15 октября 1941 года части вермахта подошли к Харькову на расстояние до 50 километров и могли вести наступление на город одновременно с трёх сходящихся направлений. Части 38-й армии подготовились к обороне города, опираясь на возведённый вокруг города оборонительный район. По внешнему обводу были оборудованы сплошные линии окопов общей протяжённостью до 40 километров, подготовлено свыше 250 артиллерийских и около 1000 пулемётных дзотов и блиндажей, установлено до трёх тысяч противотанковых ежей и надолбов. 12-километровый участок на западных окраинах города прикрывался электрифицированными инженерными заграждениями. В самом городе на центральных улицах сооружено несколько сотен баррикад с использованием свыше четырёхсот вагонов городского транспорта. Также заминировано 43 городских моста, свыше десяти мостов, не имевших важного значения, были заблаговременно разрушены.
По свидетельству участников боевых действий, Харьков был хорошо подготовлен к обороне, в том числе и в условиях окружения, и мог удерживаться в течение длительного времени.
Эти данные подтверждаются донесениями разведотдела 55-го армейского корпуса вермахта, сообщавшего о готовности советских войск вести оборону города до последнего.
Ситуация резко изменилась вечером 15 октября с поступлением в штаб фронта директивы № 31 Ставки ВГК, в которой ставилась задача на отвод войск фронта на линию Касторная — Старый Оскол — Валуйки — Купянск — Красный Лиман и с выходом на данный рубеж на вывод во фронтовой резерв не менее шести стрелковых дивизий и двух кавалерийских корпусов.
«… Ставка Верховного Главнокомандования приказывает: Юго-Западному фронту с 17 октября начать отход на линию Касторная, Старый Оскол, Новый Оскол, Валуйки, Купянск, Кр. Лиман; закончить его к 30 октября…»
Это означало, что войска нашего фронта не только должны отступить от 80 до 200 километров, но и оставить Харьков, Белгород, Донецкий промышленный район.
Решение Ставки было вызвано катастрофической ситуацией, сложившейся в полосе обороны соседних фронтов, и стремительными темпами немецкого наступления на московском направлении.

### Боевые действия 16—22 октября 1941 года
В соответствии с директивой Ставки, командование фронта отдало приказы штабам армий об отводе войск к 20 октября 1941 года на промежуточный рубеж обороны Обоянь — Белгород — Мерефа — Змиёв — Балаклея — Барвенково. Отход соединений фронта проводился по трём расходящимся операционным направлениям: белгородскому (40-я и 21-я армии), харьковскому (38-я армия) и изюмскому (6-я армия). В результате 38-я армия, отходя, растягивала свой фронт обороны на 50 километров за счёт удлинения своего правого и левого флангов.
Помимо этого, армия была ослаблена из-за передачи трёх дивизий и двух танковых бригад в резерв фронта. Напротив, немецкие войска, проведя перегруппировку, сосредоточили на харьковском направлении ударные силы 6-й и 17-й армий вермахта. Если отход остальных армий Юго-Западного фронта проходил в условиях незначительного противодействия противника, то соединения 38-й армии подвергались энергичному преследованию. Согласно графику штаба фронта, 38-я армия должна была до 23 октября удерживать свои позиции на расстоянии 30-40 километров от Харькова, способствуя завершению эвакуации и других проводимых в городе мероприятий.
Однако планы советского командования были сорваны немецкими войсками: 19—20 октября части 55-го армейского корпуса захватили ключевой пункт обороны Люботин, а передовые дозоры достигли пригородов Харькова — Покотиловки и Песочина. Попытка наспех организованного советского контрудара восстановить положение провалилась. В течение следующего дня, воспользовавшись несогласованностью отхода соединений 38-й армии, 101-я лёгкая дивизия вермахта занимает Дергачи, а части 11-го армейского корпуса 17-й немецкой армии — Змиёв. Харьков оказывается в полуокружении, охваченный с трёх сторон противником. Отступавшие советские части: 76-я горнострелковая и 300-я стрелковая дивизии были отброшены от города, к северу и югу соответственно, образовав брешь в обороне. Для непосредственной защиты Харькова остались лишь силы гарнизона. Немецкие войска получили возможность беспрепятственно занять пригородный рубеж обороны. С целью ликвидации этого командующий 38-й армии приказал 216-й стрелковой дивизии, основному соединению Харьковского гарнизона, покинуть город и подготовиться к обороне, выдвинувшись в район Пересечного. Совершая марш-бросок в ночное время суток, дивизия, состоявшая из слабо обученных призывников, пришла в расстройство: один из полков заблудился и был найден только через полтора суток, к тому же, уже через несколько часов был получен приказ вернуться на исходные позиции. В результате соединение, потратив более суток на сосредоточение, заметно утратило боеспособность. К тому же, в ходе маршей 19—20 октября дезертировало до 30 % личного состава. К исходу 20 октября 1941 года немецкие войска вышли к городским окраинам Харькова, а советские части не имели сплошной линии обороны. В этот же день штаб Юго-Западного фронта получил указание от заместителя начальника Генштаба А. М. Василевского удерживать район Харькова в течение двух—трёх дней.
В этих условиях командование 38-й армии принимает на себя непосредственное руководство обороной города, подчинив себе штаб обороны Харькова, возглавляемый генерал-майором И. И. Маршалковым. На практике это привело к тому, что советские части, оборонявшие город, получали подчас противоречащие друг другу приказы одновременно из двух центров управления — штаба армии и штаба Харьковского гарнизона. Ситуация усугублялась тем, что при приближении противника к Харькову были взорваны электростанции (в том числе и питающие линии оборонительных электрозаграждений), водопровод и центральная телефонная станция. Так как средствами радиосвязи гарнизон Харькова оснащён не был, руководство обороны городом было лишено возможности оперативного получения информации и управления войсками в ходе боевых действий.
21 октября немецкие войска провели перегруппировку перед решительным штурмом Харькова. Захват города было решено провести силами 55-го армейского корпуса 6-й армии, для чего ему были переподчинены 101-я лёгкая и 239-я пехотные дивизии, а также были приданы части тяжёлой артиллерии. С целью сорвать подготовку к наступлению 22 октября советские войска неожиданно для противника нанесли контрудар силами 57-й бригады НКВД и двух полков 216-й стрелковой дивизии в направлении Куряж—Песочин. В течение дня продолжались затяжные бои, а к вечеру советские войска отошли на исходные позиции. В результате действий частей гарнизона противник понёс потери, однако предотвратить намеченный на 23 октября штурм Харькова не удалось.

### Бои в Харькове 23—25 октября 1941 года
Наступление было запланировано командованием 55-го армейского корпуса вермахта на 12.00 по берлинскому времени и должно было осуществляться силами трёх дивизий, ещё одна дивизия находилась в резерве. Главный удар наносила 57-я пехотная дивизия, проводившая фронтальное наступление с западного направления при поддержке частей 101-й и 100-й лёгких пехотных дивизий, наступавших с севера и с юга.
В каждом батальоне дивизий были созданы штурмовые группы, основу которых составляли подразделения пехоты, усиленные сапёрами, лёгкими пехотными орудиями, мотоциклистами и бронетехникой. Действиям пехоты предшествовала интенсивная артиллерийская подготовка, проводившаяся тяжёлыми дивизионами армейского подчинения с применением 211-мм тяжёлых мортир и 150-мм тяжёлых гаубиц. Для действий в городских кварталах пехотным дивизиям придавались дивизионы штурмовых орудий, а в качестве противотанковых средств — батареи 88-мм тяжёлых зенитных орудий.
Для непосредственной обороны Харькова были привлечены 216-я стрелковая дивизия, 57-я стрелковая бригада НКВД, Харьковский полк народного ополчения, отдельные батальоны местных стрелковых войск, бронетанковый (противотанковый) отряд. Наиболее боеспособной войсковой частью среди всех частей гарнизона была 57-я стрелковая бригада НКВД, под командованием полковника М. Г. Соколова, имевшая высокий уровень боевой подготовки и хорошо укомплектованная автоматическим оружием. 216-я стрелковая дивизия, под командованием полковника Д. Ф. Макшанова, была сформирована в начале октября 1941 года из призывников и военнослужащих тыловых подразделений, не имела боевой подготовки, однако была хорошо вооружена. Харьковский полк народного ополчения и батальоны местных стрелковых войск состояли из местных жителей разных возрастных категорий, записавшихся добровольцами, и имели слабый уровень боевой подготовки. Личный состав был вооружён исключительно винтовками. Отдельный (бронетанковый) противотанковый отряд имел в своём составе 47 единиц бронетанковой техники устаревших типов (25 — Т-27, 13 — Т-16 (ХТЗ), 5 — Т-26, 4 — Т-35). Общая численность войск гарнизона города Харькова составляла 19 898 человек при 120 орудиях и миномётов.
Утром 23 октября 1941 года немецкие войска приступили к разведке боем, и, в результате, через несколько часов закрепились в жилых кварталах района Новая Бавария на западной окраине Харькова. В полдень, после окончания артиллерийской подготовки, в наступление перешли главные силы 57-й пехотной дивизии. Медленно продвигаясь вдоль улицы Свердлова и параллельным ей улицам в сторону железнодорожного вокзала, немецкие штурмовые группы преодолевали ожесточённое сопротивление частей 216-й стрелковой дивизии. По всей длине улиц сооружённые на каждом перекрёстке баррикады, рвы и минные поля препятствовали продвижению противника. К вечеру части 57-й дивизии вермахта вышли к железнодорожной линии в районе Холодногорского путепровода, который был частично подорван советскими сапёрами, но по уцелевшей части могла передвигаться пехота. Наступавшая с юга 100-я лёгкая пехотная дивизия вермахта встретила упорное сопротивление 57-й стрелковой бригады НКВД, и ощутимого успеха не имела. Наибольшего успеха в первый день боёв за Харьков добилась 101-я лёгкая пехотная дивизия, подразделения которой, заняв район Лысой Горы, сумели захватить Кузинский мост севернее вокзала и, преодолев железнодорожную линию, вышли к западному берегу реки Лопань. Попытки отдельных частей вермахта обойти город и ворваться в него с севера по Белгородскому шоссе были пресечены отрядами ополченцев на оборонительных рубежах в Сокольниках.
В результате первого дня боёв немецким войскам удалось захватить западные районы Харькова и выйти к железной дороге, пересекавшей город с севера на юг, а на некоторых участках и преодолеть её. В этих условиях, опасаясь окружения, командир 216-й стрелковой дивизии принял решение отвести свои подразделения на восточный берег Лопани, заняв вторую линию обороны. Узнав об этом, командование 38-й армии отменило приказ об отходе и приказало на следующий день контратакой выбить противника из западной части Харькова. Однако, советские войска к этому времени уже отошли за реку, а сапёрами был начат подрыв мостов.
В целом, подводя итоги первого дня боёв, можно сделать вывод, что организованной обороны города не получилось. Не имея должной боевой выучки, советские подразделения, оборонявшие Харьков, сразу же после того, как противнику удалось ворваться на его окраину, поддались панике и стали поспешно отходить к его центру. Вследствие отсутствия необходимых средств связи и слабо организованного взаимодействия между частями и подразделениями командование и штаб обороны уже в первые часы боёв за город практически полностью утратили контроль за действиями войск.
Утром 24 октября 1941 года немецкие войска заняли городские кварталы между железной дорогой и рекой и вышли к берегу Лопани. Более того, из-за отказа взрывных устройств, неповреждёнными оказалось несколько мостов через реку, в том числе центральный, Большой Лопанский. В течение шести часов один из полков 57-й дивизии вермахта при поддержке артиллерии, авиации и штурмовых орудий пытался захватить этот мост и выбить советские войска из укреплений на Университетской горке. Другие части дивизии, сумев форсировать реку южнее, вышли в район железнодорожных станций Балашовка и Левада и прилегающих к ним промышленных предприятий. Форсировав Лопань, подразделения 101-й лёгкой дивизии вышли на улицу Клочковскую и начали наступление по расходящимся направлениям: по улице Культуры через парк Горького к авиазаводу; по спуску Пассионарии к Госпрому на центральной площади Дзержинского и по Клочковской в сторону центра, вдоль реки Лопань. Ожесточённые бои развернулись на площади Дзержинского и прилегающей улице Карла Либкнехта, где части народного ополчения более пяти часов держали оборону под натиском превосходящих сил противника. По-прежнему упорно оборонялись части 57-й стрелковой бригады НКВД, которые, закрепившись в районе станции Основа, отбивали атаки 100-й лёгкой дивизии вермахта. К трём часам дня немецкими войсками были захвачены центральные районы Харькова, сопротивление носило очаговый характер и оказывалось силами разрозненных отдельных подразделений и отрядов.
Командование 38-й армии склонялось к решению отдать приказ на немедленный отход из Харькова, но директивой штаба Юго-Западного фронта предписывалось удерживать город до исхода 25 октября.
Организованная штабом обороны попытка контратаки с привлечением последних резервов привела к встречному бою на проспекте Сталина возле площади Руднева, но успеха не имела. К вечеру части вермахта вышли к восточным окраинам Харькова, и остатки гарнизона, сосредоточившись в районе Сабуровой дачи, начали отход на восток. Приказ об отходе отдал командир 216-й стрелковой дивизии Д. Ф. Макшанов, которого ещё утром по приказу командующего армией отстранили от должности, но, так как штаб дивизии не имел связи со штабом армии, последний в ходе боев за город продолжал руководить войсками. Новый командир дивизии, комбриг Ф. Ф. Жмаченко, сумел найти и переподчинить себе лишь два батальона. До 27 октября дивизия фактически управлялась двумя центрами.
Ночью 25 октября 1941 года командующим силами гарнизона генерал-майором И. И. Маршалковым и комбригом Ф. Ф. Жмаченко на возможных путях отхода войск были выставлены несколько специальных отрядов заграждения, в обязанность которых входило задерживать отходящие из города войска. К утру собранными за ночь частями, силами до двух полков, советские войска заняли оборону в районе тракторного завода и посёлка ХТЗ, расположенных за чертой города, но административно входивших в его состав. В течение дня велись незначительные столкновения с разведывательными и передовыми частями вермахта, так как главные силы 55-го армейского корпуса вели зачистку города, ликвидировали отдельные очаги сопротивления и проводили саперно-инженерные работы. Уже в первый день оккупации было публично казнено 116 харьковчан.
В ночь с 25 на 26 октября 1941 года советские войска отошли за Северский Донец.
«В тяжёлом двухсуточном бою против большевистских войск и гражданского населения, окопавшихся на полевых позициях, укрывавшихся в зданиях и противотанковых рвах, за проволочными заграждениями и минными полями, мы заняли южную часть Харькова. К подразделениям в ходе боев предъявлялись самые высокие требования. Каждый из вас справился с поставленной задачей. Я выношу благодарность и глубокую признательность вам, боровшимся за Харьков! Своими делами вы вписали новую славную страницу в историю 57-й дивизии. Ваши имена останутся в ней навсегда. Генерал-майор Достлер» (из приказа № 94 от 24 октября 1941 года командира 57-й пехотной дивизии)
«Солдаты! Харьков, третий по величине индустриальный город России, взят. Этот гордый успех достигнут благодаря вашей отваге. В яростной борьбе вы шаг за шагом оттеснили из Полтавы в высшей степени упорного противника. Вы вынесли все тяготы погоды: дожди, снег и мороз. Вы вели ваши машины сквозь грязь и распутицу. Вы стойко и твёрдо преодолели невыразимые трудности. Вы не отступили, пока враг не был окончательно разбит. Солдаты, мы гордимся вами! Только будущая история сможет полностью отдать должное вашей славе. Вы можете быть гордыми, что сделали большой шаг на пути к окончательной победе. Всем командирам и войскам объявляю особую благодарность и выражаю глубокую признательность. Вперёд, к победе! Генерал пехоты Фиров» (из приказа № 17 от 25 октября 1941 года командующего 55-м армейским корпусом)

### Стабилизация линии фронта
Пока соединения 38-й армии вели бои на харьковском направлении, остальные армии Юго-Западного фронта продолжали отход. 24 октября 1941 года, прорвав оборону 21-й советской армии, части 29-го армейского корпуса захватили Белгород. Отход советских войск проходил в исключительно тяжёлых погодных условиях. Непрерывными дождями были размыты дороги, и войска действовали в условиях бездорожья. К тому же значительная часть техники начала останавливаться на маршрутах движения из-за отсутствия топлива. Такие же проблемы испытывали и преследовавшие их немецкие части группы армий «Юг».
Поэтому основное противодействие отступавшим войскам Юго-Западного фронта оказывали силы авиации противника. Штаб группы армий «Юг» и командование 6-й армии вермахта считали задачи осенней кампании выполненными и планировали на этом участке фронта перейти к обороне. Уже 27 октября главные силы 40-й, 21-й и 38-й армий оторвались от противника и соприкосновения с ним не имели. Бои вели лишь соединения 6-й советской армии, удерживая оборону вдоль Северского Донца. К концу октября немецкие войска, оказывая незначительное давление, форсировали Донец и, создав на восточном берегу несколько плацдармов, перешли к обороне. В этих условиях командование Юго-Западного фронта приняло решение прекратить отвод войск и перейти к обороне на участке Тим — Балаклея — Изюм и далее по реке Северский Донец до Ямполя. Этот рубеж позволял обеспечивать бесперебойную работу железнодорожной магистрали Касторное — Купянск — Лисичанск. Также данная конфигурация линии фронта позволяла вести подготовку к дальнейшим операциям Красной Армии с целью скорейшего освобождения Харькова.

## Итоги и последствия
Со взятием Харькова и Белгорода и выходом к Донцу 6-я армия и основные силы 17-й армии группы армий «Юг», выполнив задачи осенней кампании 1941 года, прекратили активные наступательные действия и перешли к обороне. Наступательные операции на южном участке проводили 11-я армия Э. фон Манштейна с целью захвата Крыма и 1-я танковая группа Э. Клейста, наступавшая на Ростов-на-Дону. Об оставлении Харькова Совинформбюро сообщило лишь вечером 29 октября, приведя при этом абсолютно фантастические цифры потерь противника: 120 000 человек убитыми и ранеными, более 450 танков, свыше 200 орудий.
Отступление из Харькова объяснялось стратегическими соображениями советского командования. О том, что в оккупации со всеми вытекающими последствиями оказалось свыше 460 000 жителей, не сообщалось. Ко времени захвата Харькова практически все важнейшие промышленные предприятия были либо эвакуированы, либо уничтожены.
При анализе хода боевых действий становится очевидным, что в первой половине октября 1941 года немецкое командование, планируя и осуществляя операции на Левобережной Украине, ставило своей целью не выдавливание советский войск, а охват группировки Юго-Западного фронта с последующей возможностью окружения за счёт глубоких проникающих ударов.
Поскольку вермахт полностью владел инициативой и имел определённое превосходство, советское командование придерживалось оборонительной стратегии, пытаясь предугадать действия противника и осуществить ответные меры противодействия. Ошибочно предположив, что главной целью врага является Харьковский промышленный район, командование Юго-Западного направления сосредоточило здесь свои основные силы и немногочисленные резервы, ослабив при этом Южный фронт.
После развития немецкого наступления и разгрома соседних фронтов, войска Юго-Западного фронта оказались в своеобразном выступе, и неэластичная оборона могла привести к повторению Киевского котла. В этих условиях решение Ставки об оставлении Харьковского промышленного района, части Донбасса и отводе войск являлось единственно правильным. Более того, непосредственная угроза Москве заставляла советское руководство перебрасывать на это направление резервы с других участков советско-германского фронта. Так, с Юго-Западного фронта для обороны Москвы были переброшены кавалерийский корпус и три стрелковые дивизии.
Во второй половине октября 1941 года все действия советских войск, в том числе и непосредственная оборона Харькова, строго увязывались с графиком отвода соединений Юго-Западного фронта и ходом эвакуационных мероприятий.
При этом военной необходимости в ведении боевых действий в самом городе не было, и многотысячное население было подвергнуто ненужной опасности.
В своих мемуарах И. Х. Баграмян, являвшийся в октябре 1941 года начальником оперативного отдела штаба Юго-Западного фронта, напишет о боях в Харькове как о «кровопускании для противника». Однако, уже 25 октября 1941 года им будут подведены итоги обороны Харькова:
Оборонительные возможности Харькова были использованы в совершенно минимальной степени. Заграждения, сооружения, баррикады также были использованы плохо. ... Штаб обороны Харькова спаниковал и бежал из Харькова ещё 24 октября, потеряв управление войсками. Потери противнику нанесены не по имеющимся возможностям. Населённые пункты оборонялись слабо и неумело (из переговоров начальника оперативного отдела штаба Юго-Западного фронта с начальником штабом 38-й армии).
Учитывая, что к концу октября войска Юго-Западного фронта перешли к прочной обороне на намеченных Ставкой рубежах, а противник не проявлял на данном участке активности, советское командование сочло итоги Харьковской операции в целом удовлетворительными.
Принимая во внимание людской, индустриальный и транзитный потенциал Харькова, можно сделать вывод, что это был самый крупный город СССР, оккупированный вермахтом за годы войны. Захватив город, немецкое командование планировало сразу использовать промышленные и транспортные возможности в своих целях. Впрочем, обследовав свыше 190 важных промышленных и транспортных объектов, немецкие специалисты констатировали крайнюю степень их разрушения в результате военных действий, умышленной порчи и эвакуации оборудования и персонала. Приложив колоссальные усилия по восстановлению инфраструктуры, немецкая администрация добилась определённых успехов: уже с мая 1942 года Харьков стал крупной ремонтно-эксплуатационной базой вермахта на южном участке фронта, где вёлся ремонт бронетанковой, авиационной, железнодорожной техники и других видов вооружения.
Возможности Харькова как транспортного узла были восстановлены в полном объёме уже к началу 1942 года, и после этого город как крупнейший центр коммуникаций играл важнейшую роль в планах немецкого командования.
Советское руководство также прекрасно осознавало значимость Харькова и прикладывало большие усилия для скорейшего возвращения «первой столицы» Украины. На протяжении зимы 1942 — весны 1943 годов советскими войсками было проведено несколько масштабных стратегических операций по овладению Харьковом. В результате их неудачного исхода за городом закрепилась репутация «проклятого места Красной Армии».
Окончательно город был освобождён от немецких войск только 23 августа 1943 года. К этому времени, по разным оценкам, население Харькова составило всего 190—230 тысяч человек (из предвоенных более 900 тысяч).